# Glandularia radicans
Glandularia radicans là một loài thực vật có hoa trong họ Cỏ roi ngựa. Loài này được Schnack & Covas mô tả khoa học đầu tiên năm 1944.